# Pies descalzos, sueños blancos
"Pies Descalzos, Sueños Blancos" (em português:  Pés descalços, sonhos brancos) é o terceiro single do terceiro álbum de estúdio Pies Descalzos (1996), da cantora colombiana Shakira. Escrito e composto por ela, "Pies Descalzos, Sueños Blancos" fala sobre todas as regras que a raça humana inventou desde que Adão e Eva comeram o fruto proibido. É uma sátira social nas letras e no videoclipe. A canção foi cantada na segunda metade da Oral Fixation Tour e há uma versão em português chamada "Pés Descalços".

## Antecedentes e desenvolvimento
Em 1990, Shakira, de treze anos, assinou um contrato de gravação com a Sony Music e lançou seu primeiro álbum de estúdio Magia em 1991, que consistiu em grande parte em faixas que havia escrito desde os oito anos de idade. Comercialmente, o projeto fracassou, vendendo um incrível 1.200 exemplares na terra natal, na Colômbia. Seu segundo disco Peligro foi lançado em 1993 e sofreu um fracasso semelhante. Conseqüentemente, Shakira tirou um hiato de dois anos, permitindo que ela completar sua educação secundária.
Tentando recomeçar sua carreira, Shakira lançou seu primeiro álbum de estúdio por uma grande gravadora Pies descalzos em 1995, pela Sony Music e Columbia Records. Assumindo uma posição proeminente em sua produção, ela co-escreveu e co-produziu cada uma das onze faixas incluídas no disco.

## Videoclipes
O videoclipe foi dirigido por Gustavo Garzón. O clipe mostra um baile de mascara de classe alta, uma imagem usada frequentemente para representar o desgaste de pessoas na sociedade. Uma porta abre que mostra Shakira cantando e também mostra imagens de todas as regras que a sociedade criou no passado até agora. Existe também a versão em português desta música, chamada "Pés Descalços". Foi nomeado para Vídeo do Ano nos 9º Premio Lo Nuestro.

## Versões
- Pies Descalzos, Sueños Blancos (Versão do álbum) 3:26
- Pies Descalzos, Sueños Blancos (Versão em Português) 3:58
- Pies Descalzos, Sueños Blancos (Acapella Latina Mix) 4:56
- Pies Descalzos, Sueños Blancos (Memê's Radio Mix) 4:05
- Pies Descalzos, Sueños Blancos (Memê's Super Club Mix) 8:43
- Pies Descalzos, Sueños Blancos (The Timbalero Dub'97) 6:40
- Pies Descalzos, Sueños Blancos (Meme’s Super Club Mix Short) 7:25

## Desempenho nas tabelas musicais

### Paradas semanais
| Chart (1996)                                 | Maior posição |
| -------------------------------------------- | ------------- |
| Estados Unidos (Billboard Latin Pop Airplay) | 11            |
| México                                       | 5             |
| Paraguai                                     | 5             |